# Protein—protein interakcija
Protein–protein interakcije se javljaju kad se dva ili više proteina vežu, često da bi vršili svoju biološku funkciju. Mnoge važne molekulske procese u ćeliji poput DNK replikacije izvode velike molekulske mašine koje se sastoje od velikog broja proteinskih komponenti organizovanih putem protein-protein interakcija. Proteinske interakcije su bile izučavane sa perspektive biohemije, kvantne hemije, molekulske dinamike, prenosa signala i drugih metaboličkih ili genetičkih/epigenetičih mreža. Protein–protein interakcije su u centru celokupnog interaktomskog sistema živih ćelija.
Interakcije imeđu proteina su važne za većinu bioloških funkcija. Na primer, spoljašnji ćelijski signali su prenose u ćelijsku unutrašnjost putem protein–protein interakcija signalnih molekula. Taj proces, koji se naziva prenos signala, ima fundamentalnu ulogu u mnogim biološkim procesima i u mnogim bolestima (npr. raku). Proteini mogu da interaguju i formiraju proteinski kompleks tokom dužeg vremenskog perioda. Jedan protein može da prenosi drug protein (na primer, iz citoplazme do nukleusa i vice versa u slučaju nukleusnih pora importina). Proteini isto tako mogu da interaguju kratkotrajno, samo koliko je neophodno da se izvrši modifikacija jednog proteina (npr. proteinska kinaza dodaje fosfat na ciljni protein). Ta modifikacija proteina može sama po sebi da promeni protein–protein interakcije. Neki proteini sa SH2 domenom samo vezuju druge proteine kad su oni fosforilisani na aminokiselini tirozinu, dok bromodomeni specifično prepoznaju acetilisane lizine. U zaključku, protein–protein interakcije imaju centralni značaj za virtualno svaki proces u živim ćelijama. Informacije o tim interakcijama poboljšavaju naše razumevanje bolesti i mogu da proizvedu osnovu za nove terapeutske pristupe.

## Metode za ispitivanje protein–protein interakcija
Protein–protein interakcije su toliko važne da postoji mnoštvo metoda za njihovu detekciju. Svaki pristup ima svoje dobre i loše strane, posebno u pogledu senzitivnosti i specifičnosti. Visoka senzitivnost znači da se mnoge interakcije koje se javljaju u stvarnosti detektuju testom. Visoka specifičnost indicira da se većina interakcija detektovanih testom takođe odvija u realnosti. Metode kao što je kvaščano dvostruko hibridno testiranje se mogu koristiti za detekciju novih protein-protein interakcija. Postoje takođe mnogi biofizički metodi za ispitivanje prirode i osobina interakcija. Na teoretskom nivou, eksperimentalni podaci velikih razmera o interakcijama se često modeluju primenom graf teoretskih metoda.

## Literatura
1. ↑  Donald Voet; Judith G. Voet (2005). Biochemistry (3 изд.). Wiley. ISBN 9780471193500.
2. ↑  Mashaghi A;  . (2004). „Investigation of a protein complex network”. European Physical Journal B. 41 (1): 113—121.[мртва веза]

## Dodatna literatura
- De Las Rivas J, Fontanillo C (2010).  Lewitter, Fran, ур. „Protein-protein interactions essentials: key concepts to building and analyzing interactome networks”. PLoS Comput Biol. 6 (6): e1000807. PMC 2891586 . PMID 20589078. doi:10.1371/journal.pcbi.1000807.
- Phizicky EM; Fields S (1995). „Protein-protein interactions: methods for detection and analysis”. Microbiol. Rev.: 94—123. PMC 239356 . PMID 7708014.

## Spoljašnje veze
- Proteini i enzimi